# Club franciscain
Maillots
Actualités
Dernière mise à jour : 27 mai 2018.
Le Club franciscain est un club de football français fondé en 1936 et basé au François en Martinique.
Le club joue ses matchs à domicile au Stade Pierre de Lucy de Fossarieu.
Le Club franciscain est l'un des meilleurs clubs de football de la Martinique, c'est le club qui a le plus beau palmarès du football martiniquais avec plus de 80 titres toutes compétitions confondues. Ce club a remporté 20 fois le Championnat de la Martinique de football et neuf fois consécutivement entre 1999 et 2007 et 21 fois la Coupe de la Martinique de football. Sous la présidence de Camille Paviot, le Club Franciscain a connu sa période de gloire avec 11 titres de champion de la Martinique et 7 Coupes des DOM. En février 2021, le Club Franciscain après sa victoire contre l'US Sinnamary, est le premier club martiniquais et des Antilles françaises à avoir atteint les seizièmes de finale de la Coupe de France de football.
Le Club franciscain est aujourd'hui une association sportive omnisport. Outre le football, les sports pratiqués au club sont l'athlétisme, le judo, le tennis de table et la gymnastique.

## Historique

### Grande équipe du Club franciscain des années 1990-2000
(septembre 2022).
- Si vous ne connaissez pas le sujet, laissez ce bandeau (vous pouvez alors contacter les auteurs).
- Si vous supprimez le contenu mis en cause (vous pouvez préalablement contacter les auteurs),

argumentez précisément cette suppression dans la page de discussion
(un manque de référence n'est pas un argument ; une recherche réelle de référence doit avoir été effectuée, être formellement documentée).
Sous la présidence de Camille Paviot, le Club franciscain a connu sa période de gloire avec 11 titres de champion de la Martinique dont 9 consécutivement et 7 Coupes des DOM. Cette équipe était constituée des meilleurs footballeurs martiniquais de l'époque, pour preuve, la majorité de ces joueurs évoluaient dans l'Équipe de Martinique de football. Sous la houlette de deux techniciens hors pair, Jean-Pierre Honoré et Jean-Hubert Sophie et de buteurs tels que Rodolphe Rano, Jean-Marc Émica et Patrick Percin, cette équipe, comme un rouleau compresseur, écrasait tous ces adversaires. Dans les buts, il y avait le talentueux David Francillette dont les parades spectaculaires faisaient chaviré le public. Devant la défense, il y avait deux ratisseurs de ballon d'une rare efficacité, Daniel Borval et Pascal Lina. La solidité de la défense était assurée par Paul-Henri Chlorus, Serge Chillan, Thierry Tinmar, Alphonse Sainte-Catherine et Dominique Zaïre. La caractéristique principale du Club Franciscain était le beau jeu, orchestré notamment par son trio magique, Jean-Pierre Honoré, Jean-Hubert Sophie et Rodolphe Rano, certainement les trois meilleurs joueurs de tous les temps du Club Franciscain. Évidemment, les matchs du Club Franciscain drainaient des foules importantes, notamment les rencontres avec le Racing Club de Rivière-Pilote, le rival de l'époque au Stade Pierre Aliker. Le public nombreux était à l'affut des dribbles, feintes et autres gestes techniques de Jean-Pierre Honoré, Jean-Hubert Sophie et Patrick Percin et d'un but exceptionnel de Rodolphe Rano. Il y avait dans cette équipe une parfaite cohésion entre la défense, le milieu de terrain et la ligne d'attaque. C'est ce qui faisait la force du Club Franciscain en plus du talent de ses individualités. Cette alchimie était possible grâce à l'expérience de son entraineur Louis Percin et du management efficace de Camille Paviot, le président.

### Club Franciscain nouvelle génération: années 2010 à 2020
(septembre 2022).
- Si vous ne connaissez pas le sujet, laissez ce bandeau (vous pouvez alors contacter les auteurs).
- Si vous supprimez le contenu mis en cause (vous pouvez préalablement contacter les auteurs),

argumentez précisément cette suppression dans la page de discussion
(un manque de référence n'est pas un argument ; une recherche réelle de référence doit avoir été effectuée, être formellement documentée).
La nouvelle génération de footballeurs du Club franciscain est peut-être moins spectaculaire, mais elle est tout aussi talentueuse que celle des années 1990 à 2000. Certes, il n'y a pas dans cette génération des techniciens du niveau de Jean-Pierre Honoré, Jean-Hubert Sophie, Patrick Percin et Rodolphe Rano, mais la force de cette génération réside dans son jeu collectif dont la finalité est l'efficacité devant les buts. En effet, cette génération avec comme capitaine Stéphane Abaul a remporté depuis 2014 plusieurs titres majeurs dont 4 championnats de Martinique en 2014, 2017, 2018 et 2019 et 3 Coupes de Martinique en 2015, 2018 et 2020. En 2018, le Club Franciscain a réalisé un quadruplé historique, en gagnant le championnat, la Coupe de Martinique, le Trophée Yvon Lutbert et la première édition du Championnat des clubs caribéens amateurs (Caribbean Club Shield) à la Jamaïque. Le 7 mars 2021, le Club Franciscain a joué pour la première fois de l'histoire du football martiniquais un Seizième de finale de la Coupe de France de football 2020-2021 perdu 5 à 0 contre le SCO Angers.

### Ère Camille Paviot (1992-2010)
En 1992, lorsque Camille Paviot devient président du Club Franciscain, ce club n'a qu'un seul titre de champion acquis durant la saison 1969-1970. Très rapidement, il va se donner les moyens pour atteindre son ambition, faire du Club Franciscain un grand club. Il doit son succès au soutien de nombreux sponsors et à un management très efficace. À la tête de l'équipe ayant le plus gros budget à l'époque, il va recruter les meilleurs joueurs martiniquais de la décennie 1990, Jean-Pierre Honoré, Jean-Hubert Sophie, Denis Lange, Jean-Michel Modestin, Rodolphe Rano, Patrick Percin, Thierry Tinmar, David Francillette, Didier Eugénie, Serge Chillan, Daniel Borval, Jean-Marc Civault, Jean-Marc Émica, Fabrice Reuperne, Jean-François Fordant, Laurent Lagrand, Pascal Lina et Dominique Zaïre. Camille Paviot va révolutionner le football amateur martiniquais par ses méthodes et son système basé sur les primes de match accordées aux joueurs amateurs. En 18 ans de présidence de Camille Paviot, le Club Franciscain va remporter 39 titres toutes compétitions confondues, faisant de ce club le plus grand de l'histoire du football martiniquais.
En 1997, le Club franciscain dispute la première édition du CFU Club Championship sans parvenir à sortir de la phase de groupe. 21 ans plus tard, il retrouve cette compétition pour l'édition 2018.

### Quadruplé (2017-2018)
Champion 2017, les franciscains reviennent encore plus fort l'année suivante et remportent le trophée Yvon-Lutbert puis réalisent le doublé Coupe-Championnat et surtout remportent la première édition du Championnat des clubs caribéens amateurs (Caribbean Club Shield) à la Jamaïque (victoire 2-1 en finale contre les surinamais d'Inter Moengotapoe). Dans la lignée de ce titre, les franciscains se qualifient à la Ligue de la CONCACAF 2018 en battant, en barrage, les professionnels du Central FC 2-1 le 16 mai 2018.

## Palmarès et résultats sportifs

### Titres et trophées
- Champion amateur des Caraïbes (Caribbean Club Shield) (1 fois)
  - Champion : 2018[3]
  - Vice-Champion : 2019

- Championnat de la Martinique de football (20 fois)
  - Champion : 1970, 1994, 1996, 1997, 1999, 2000, 2001, 2002, 2003, 2004, 2005, 2006, 2007, 2009, 2013, 2014, 2017, 2018, 2019 et 2024[1]
  - Vice-champion : 1993, 1998 (finaliste du "Big Bang"), 2015

- Championnat de Division Antilles (1 fois)
  - Champion : 1996/97
  - Vice-Champion : 1995/96

- Coupe de la Martinique de football (21 fois)
  - Vainqueur : 1969, 1986, 1987, 1990, 1998, 1999, 2002, 2003, 2004, 2005, 2007, 2008, 2009, 2012, 2015, 2018, 2020, 2022, 2024[4], 2025[5]
  - Finaliste : 2000, 2009

- Coupe des Clubs Champions d'Outre-Mer (1 fois)
  - Vainqueur : 2006
  - Finaliste : 2004

- Coupe des DOM - TOM (2 fois)
  - Vainqueur : 1998, 2004
  - Finaliste : 2002

- Coupe des DOM
  - Vainqueur : 1994, 1997, 2001, 2003 (4 fois)
  - Finaliste : 1996, 2000, 2002

- CFU Club Championship
  - 2e du groupe 2 en 1997

- Ligue Antilles (6 fois)
  - Vainqueur : 2004, 2005, 2007, 2008, 2010, 2022
  - Finaliste : 2006, 2024

- Trophée du Conseil Général Yvon Lutbert  (16 fois)
  - Vainqueur : 1997, 1999, 2001, 2002, 2003, 2004, 2006, 2007, 2008, 2010, 2013, 2018, 2019, 2024[6]

### Résultat enCoupe de France(20 fois)
- Septième tour de la Coupe de France de football 2021-2022

| 11 décembre 2021* | Club franciscain (R1 Martinique) | 1 - 2   | SO Cholet (N1) |                                                                                             |                                                                                             |
|                   |                                  | (1 - 1) |                | Stade Robert-Bobin, Bondoufle Diffuseur : Martinique La Première Arbitrage : Damien Rossini | Stade Robert-Bobin, Bondoufle Diffuseur : Martinique La Première Arbitrage : Damien Rossini |
|                   | Rapport                          |         |                | Stade Robert-Bobin, Bondoufle Diffuseur : Martinique La Première Arbitrage : Damien Rossini | Stade Robert-Bobin, Bondoufle Diffuseur : Martinique La Première Arbitrage : Damien Rossini |

- Seizième de finale de la Coupe de France de football 2020-2021

(Premier club de l'histoire du football martiniquais à atteindre ce niveau de la compétition)
| 7 mars 2021 | Angers SCO (L1)                                          | 5 - 0   | Club franciscain (R1 Martinique) |                                                                                   |                                                                                   |
| 18 h 30     | Fulgini 32e · Amadou 45+1e 60e · Bahoken 53e · Fatar 87e | (2 - 0) |                                  | Stade Raymond-Kopa, Angers Diffuseur : Eurosport 2 Arbitrage : Jérôme Miguelgorry | Stade Raymond-Kopa, Angers Diffuseur : Eurosport 2 Arbitrage : Jérôme Miguelgorry |

- Trente-deuxième de finale en 2020-2021 - Victoire aux tirs au but 3 à 1 contre l'US Sinnamary au Stade Edmard-Lama
- Septième tour en 2020-2021 - Victoire 2 à 0 contre la Samaritaine de Sainte-Marie au Stade Pierre Aliker
- Huitième tour en 2019-2020 (défaite en métropole 2-1 contre FC Tours
- Trente-deuxième de finale en 2014-2015 (défaite face au FC Nantes 0-4, au Stade de la Beaujoire)
- Septième tour en 2009-2010 (défaite en métropole 2-1 contre Vendée Luçon Football de CFA).
- Huitième tour en 2005-2006 (défaite 5-2 contre Louhans-Cuiseaux de National) après avoir battu Angers (National) 2-0 en métropole.
- Septième tour en 2003-2004 (défaite en métropole 2-0 contre Dijon Football Côte d'Or de National).
- Huitième tour en 2002-2003 (défaite 3-1 contre le Stade de Reims de Ligue 2) après avoir battu Noisy-le-Sec (CFA) 2-1 à domicile.
- Septième tour en 2000-2001 (défaite au stade de Dillon 3-0 contre Vannes OC de CFA).
- Septième tour en 1999-2000 (défaite à Colombes 1-0 contre le FC Bourg-Péronnas de CFA).
- Huitième tour en 1996-1997 (défaite à Colombes 2-0 contre l'USOA Valence de CF 2) après avoir battu le Trélissac FC (CN 1) 2-2 (a.p.) à Fort-de-France.
- Huitième tour en 1994-1995 (défaite à Evry Bondoufle 5-0 contre l'AS Red Star de CF 2) après avoir battu le ESA Brive (CN 1) 2-1 au stade de Dillon.
- Trente-deuxième de finale en 1992-1993 (défaite à Tours 3-1 contre le Chamois niortais FC de CF. 2) après avoir battu au huitième tour, au François 2-1 le FC Bourges de CF 2.
- Trente-deuxième de finale en 1982-1983 (défaite à Saint-Ouen 5-1 contre le GFC Ajaccio de CF. 3) après avoir battu au huitième tour, 2-1 Montpellier PSC de CF 2.

## Personnalités du club

### Présidents
| #  | Période   | Nom                |
| -- | --------- | ------------------ |
| 1  | 1936–1941 | Euchère Fanon      |
| 2  | 1941–1943 | François Duval     |
| 3  |           | Félix Jean-Charles |
| 4  |           | Hermann Potieris   |
| 5  |           | Jean Planet        |
| 6  |           | Jacques Viviès     |
| 7  |           | Nazaire Léotin     |
| 8  |           | Henry Fidat        |
| 9  |           | Louis-Félix Ledoux |
| 10 |           | Victor Elana       |
| 11 |           | Joseph Ursulet     |
| 12 |           | Désir Chenière     |
| 13 |           | Georges Gaval      |
| 14 | 1992–2010 | Camille Paviot     |
| 15 | 2011-?    | Simon Lavery       |
| 16 | Depuis ?  | Eric Littorié      |

### Entraîneurs et encadrement technique
Les entraîneurs de la grande équipe Club Franciscain durant les années 1990 et 2000 :
- Jocelyn Germé
- Louis Marianne
- Louis Percin (10 ans)
- Jean-Pierre Honoré
- Jean-Marc Civault (jusqu'en 2017)
- Dominique Jean (depuis 2017)
- Patrick Percin, Ludovic Clément et Dominique Zaïre (depuis août 2019 à mai 2020)
- Patrick Cavelan mai 2020) à mai 2025), ancien sélectionneur de l'Équipe de la Martinique de football de 2011 à 2013
- Guy-Michel Nisas depuis mai 2025